# Alexander Östlund
Alexander Östlund (ur. 2 listopada 1978 w Åkersberdze) – szwedzki piłkarz, który występował najczęściej na pozycji prawego obrońcy.

## Kariera klubowa
Alexander Östlund zawodową karierę rozpoczynał w 1994 roku w AIK Fotboll. Pełnił tam jednak rolę rezerwowego i przez 3 lata rozegrał tylko 22 spotkania. Sezon 1997 roku szwedzki piłkarz spędził w IF Brommapojkarna, jednak w jego barwach nie wystąpił w ani jednym meczu i ponownie trafił do AIK. Następnie Östlund podpisał kontrakt z portugalską Vitórią SC, jednak szybko powrócił do kraju, gdzie został zawodnikiem IFK Norrköping. W nowej drużynie Szwed od razu wywalczył sobie miejsce w pierwszej jedenastce. W ekipie IFK Östlund spędził łącznie niecałe 3 sezony, w trakcie których rozegrał 77 ligowych meczów i zdobył 3 gole. W holenderskim zespole Szwed zadebiutował w pojedynku przeciwko SBV Vitesse.
30 stycznia 2006 roku Östlund przeszedł do grającego w The Championship Southamptonu. W defensywie "Świętych" miał okazję grać u boku takich zawodników jak Claus Lundekvam, Chris Baird i Gareth Bale. 2 lipca 2008 roku działacze Southamptonu postanowili rozwiązać kontrakt z Östlundem. 25 sierpnia 2008 roku Szwed odszedł do Esbjerg fB, gdzie od początku pobytu trapią go jednak kontuzje. W sezonie 2008/2009 rozegrał tylko 7 ligowych meczów i zajął 9. miejsce w tabeli. 25 stycznia 2010 roku ogłosił zakończenie kariery sportowej.

## Kariera reprezentacyjna
W reprezentacji Szwecji Östlund zadebiutował 22 stycznia 2004 roku w przegranym 0:3 pojedynku z Norwegią. W tym samym roku Lars Lagerbäck i Tomas Söderberg powołali go do 23–osobowej kadry na Euro 2004. Na mistrzostwach Szwedzi dotarli do ćwierćfinału, gdzie przegrali po rzutach karnych z Holandią 5:6. Pojedynek z "Oranje" był jedynym meczem, jaki Östlund rozegrał na turnieju. Łącznie w drużynie narodowej wystąpił w 21 spotkaniach.